# Dzieci Groznego
Dzieci Groznego (tytuł angielski: Angel of Grozny: Inside Chechnya lub Angel of Grozny: Orphans of a Forgotten War) – to oparty na faktach obraz codzienności  Czeczenii  w czas pierwszej wojny czeczeńskiej i po 2006 roku pod panowaniem popieranego przez Rosję Ramzana Kadyrowa.  W książce odniesienia do drugiej wojny czeczeńskiej. Autorką książki jest  norweska dziennikarka Åsne Seierstad. Wydaną w  2007 roku w języku norweskim książkę w Polsce  wydano w 2009. Pozycja została wydana przez Warszawskie wydawnictwo WAB, w formacie A5, zawiera 412 stron.